# 꾀꼬리버섯속

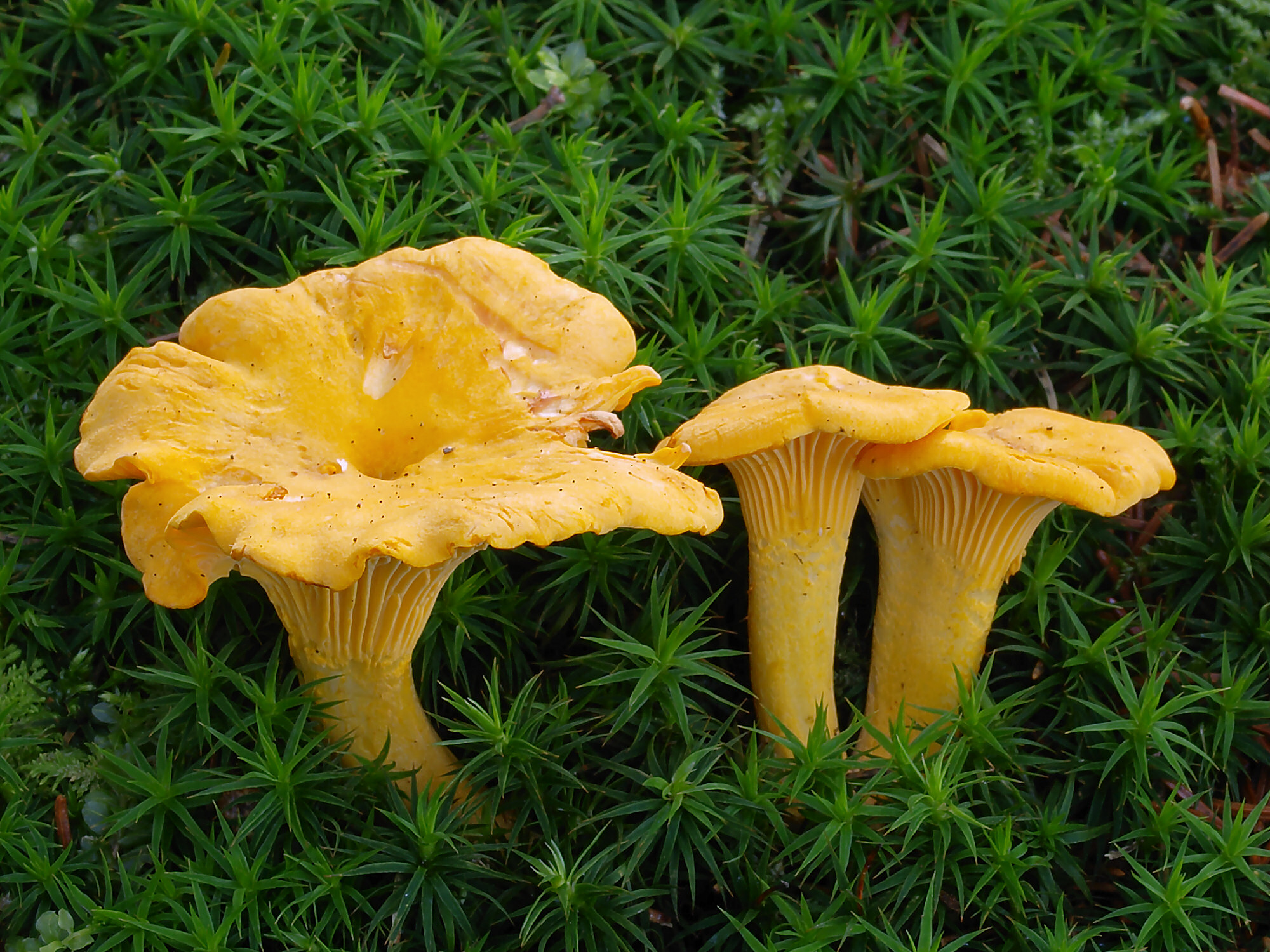
꾀꼬리버섯

꾀꼬리버섯속(Cantharellus)은 일반적으로 샹트렐(/ˌʃæntəˈrɛl/)로 알려진 버섯의 속이며, 이는 모식종인 꾀꼬리버섯을 지칭하기도 한다. 이들은 균근균으로, 식물과 공생 관계를 형성한다. 샹트렐은 다른 여러 종과 유사할 수 있으며, 그 중 일부는 독성이 있다.
이름은 그리스어 단어인 칸타로스('탱커드, 컵')에서 유래했다. 샹트렐은 가장 잘 알려져 있고 많이 수확되는 식용 버섯 중 하나이다.

## 설명
이 속의 버섯은 일반적으로 컵이나 나팔 모양을 하고 있다. 색조는 주로 노란색이며, 주름은 때때로 분홍빛을 띤다.

### 유사종

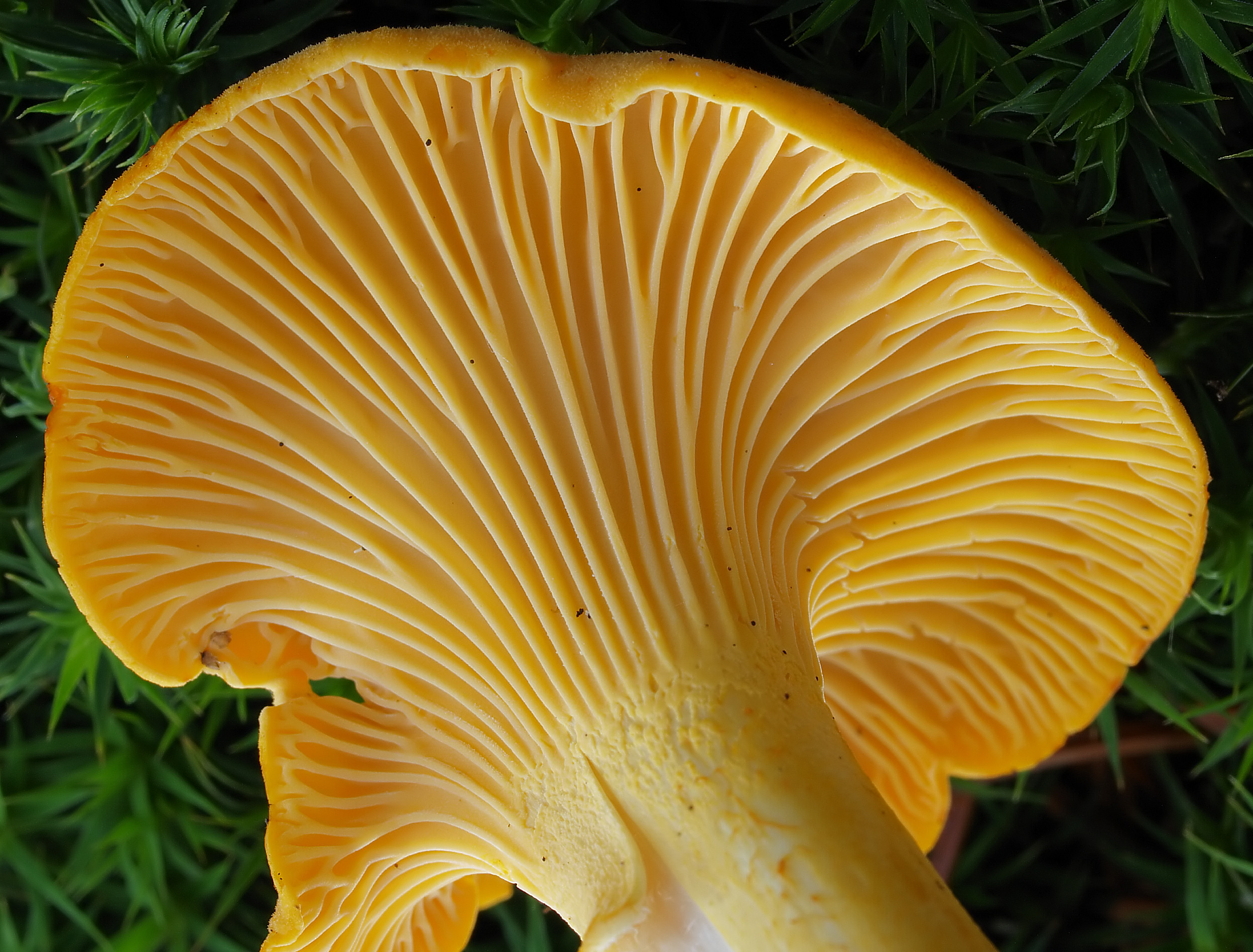
꾀꼬리버섯의 갓 밑면에 있는 아래붙은형 주름 ("가짜 주름")

가짜 샹트렐(Hygrophoropsis aurantiaca)은 더 섬세하고 주황색을 띠는 주름과 더 어두운 갓을 가지고 있다. 때때로 독성이 있는 것으로 간주된다.
매우 유사한 잭오랜턴 버섯(Omphalotus olearius)과 그 자매종(Omphalotus olivascens)은 치명적이지는 않지만 매우 독성이 강하다. 이들은 샹트렐과 달리 실제 주름을 가지고 있으며, 더 얇고, 뚜렷한 왕관 모양을 가지고 있으며, 일반적으로 가장자리까지 닿지 않는다. 또한, 잭오랜턴 버섯은 생물발광을 하며 나무(땅에 묻혀 있을 수도 있음)에서 자라는 반면, 꾀꼬리버섯속 종은 땅에서 자란다.
뿔나팔버섯속(Craterellus), 나팔버섯속(Gomphus), 까치버섯속(Polyozellus)의 종들도 샹트렐과 비슷하게 생겼을 수 있다.

## 분류
꾀꼬리버섯속은 크고 복잡한 분류학적 역사를 가지고 있다. 균류 색인은 이 속에도 500개 이상의 학명이 적용되었지만, 현재 유효한 이름은 100개 미만이라고 명시한다. 동의어 외에도 많은 종들이 Afrocantharellus, Arrhenia, Craterellus, Gomphus, Hygrophoropsis, 그리고 Pseudocraterellus와 같은 다른 속으로 옮겨졌다. 분자계통발생학 분석은 샹트렐 개체군 간의 관계에 대한 새로운 정보를 제공하고 있다.
이 속은 8개의 아속으로 나뉘어 있다: Afrocantharellus Eyssart. & Buyck, Cantharellus Adans. ex Fr., Cinnabarinus Buyck & V. Hofst., Magni T. Cao & H.S. Yuan, Parvocantharellus Eyssart. & Buyck, Pseudocantharellus Eyssart. & Buyck, 그리고 Rubrini Eyssart. & Buyck.
|  | \| \| Rubrini Eyssart. & Buyck. \| \| \| \| \| \| Cantharellus Adans. ex Fr. \| \| \| \| |
|  |                                                                                          |
|  | Pseudocantharellus Eyssart. & Buyck                                                      |
|  |                                                                                          |
|  | Rubrini Eyssart. & Buyck.                                                                |
|  |                                                                                          |
|  | Cantharellus Adans. ex Fr.                                                               |
|  |                                                                                          |

|  | Rubrini Eyssart. & Buyck.  |
|  |                            |
|  | Cantharellus Adans. ex Fr. |
|  |                            |

|  | Parvocantharellus Eyssart. & Buyck |
|  |                                    |
|  | Cinnabarinus Buyck & V. Hofst.     |
|  |                                    |

|  | \| \| Rubrini Eyssart. & Buyck. \| \| \| \| \| \| Cantharellus Adans. ex Fr. \| \| \| \| |
|  |                                                                                          |
|  | Pseudocantharellus Eyssart. & Buyck                                                      |
|  |                                                                                          |
|  | Rubrini Eyssart. & Buyck.                                                                |
|  |                                                                                          |
|  | Cantharellus Adans. ex Fr.                                                               |
|  |                                                                                          |

|  | Rubrini Eyssart. & Buyck.  |
|  |                            |
|  | Cantharellus Adans. ex Fr. |
|  |                            |

|  | Parvocantharellus Eyssart. & Buyck |
|  |                                    |
|  | Cinnabarinus Buyck & V. Hofst.     |
|  |                                    |

|  | \| \| Rubrini Eyssart. & Buyck. \| \| \| \| \| \| Cantharellus Adans. ex Fr. \| \| \| \| |
|  |                                                                                          |
|  | Pseudocantharellus Eyssart. & Buyck                                                      |
|  |                                                                                          |
|  | Rubrini Eyssart. & Buyck.                                                                |
|  |                                                                                          |
|  | Cantharellus Adans. ex Fr.                                                               |
|  |                                                                                          |

|  | Rubrini Eyssart. & Buyck.  |
|  |                            |
|  | Cantharellus Adans. ex Fr. |
|  |                            |

|  | Parvocantharellus Eyssart. & Buyck |
|  |                                    |
|  | Cinnabarinus Buyck & V. Hofst.     |
|  |                                    |

|  | \| \| Rubrini Eyssart. & Buyck. \| \| \| \| \| \| Cantharellus Adans. ex Fr. \| \| \| \| |
|  |                                                                                          |
|  | Pseudocantharellus Eyssart. & Buyck                                                      |
|  |                                                                                          |
|  | Rubrini Eyssart. & Buyck.                                                                |
|  |                                                                                          |
|  | Cantharellus Adans. ex Fr.                                                               |
|  |                                                                                          |

|  | Rubrini Eyssart. & Buyck.  |
|  |                            |
|  | Cantharellus Adans. ex Fr. |
|  |                            |

|  | Parvocantharellus Eyssart. & Buyck |
|  |                                    |
|  | Cinnabarinus Buyck & V. Hofst.     |
|  |                                    |

|  | Afrocantharellus Eyssart. & Buyck |
|  |                                   |
|  | Magni T. Cao & H.S. Yuan          |
|  |                                   |

|  | \| \| Rubrini Eyssart. & Buyck. \| \| \| \| \| \| Cantharellus Adans. ex Fr. \| \| \| \| |
|  |                                                                                          |
|  | Pseudocantharellus Eyssart. & Buyck                                                      |
|  |                                                                                          |
|  | Rubrini Eyssart. & Buyck.                                                                |
|  |                                                                                          |
|  | Cantharellus Adans. ex Fr.                                                               |
|  |                                                                                          |

|  | Rubrini Eyssart. & Buyck.  |
|  |                            |
|  | Cantharellus Adans. ex Fr. |
|  |                            |

|  | Parvocantharellus Eyssart. & Buyck |
|  |                                    |
|  | Cinnabarinus Buyck & V. Hofst.     |
|  |                                    |

|  | \| \| Rubrini Eyssart. & Buyck. \| \| \| \| \| \| Cantharellus Adans. ex Fr. \| \| \| \| |
|  |                                                                                          |
|  | Pseudocantharellus Eyssart. & Buyck                                                      |
|  |                                                                                          |
|  | Rubrini Eyssart. & Buyck.                                                                |
|  |                                                                                          |
|  | Cantharellus Adans. ex Fr.                                                               |
|  |                                                                                          |

|  | Rubrini Eyssart. & Buyck.  |
|  |                            |
|  | Cantharellus Adans. ex Fr. |
|  |                            |

|  | Parvocantharellus Eyssart. & Buyck |
|  |                                    |
|  | Cinnabarinus Buyck & V. Hofst.     |
|  |                                    |

|  | \| \| Rubrini Eyssart. & Buyck. \| \| \| \| \| \| Cantharellus Adans. ex Fr. \| \| \| \| |
|  |                                                                                          |
|  | Pseudocantharellus Eyssart. & Buyck                                                      |
|  |                                                                                          |
|  | Rubrini Eyssart. & Buyck.                                                                |
|  |                                                                                          |
|  | Cantharellus Adans. ex Fr.                                                               |
|  |                                                                                          |

|  | Rubrini Eyssart. & Buyck.  |
|  |                            |
|  | Cantharellus Adans. ex Fr. |
|  |                            |

|  | Parvocantharellus Eyssart. & Buyck |
|  |                                    |
|  | Cinnabarinus Buyck & V. Hofst.     |
|  |                                    |

|  | \| \| Rubrini Eyssart. & Buyck. \| \| \| \| \| \| Cantharellus Adans. ex Fr. \| \| \| \| |
|  |                                                                                          |
|  | Pseudocantharellus Eyssart. & Buyck                                                      |
|  |                                                                                          |
|  | Rubrini Eyssart. & Buyck.                                                                |
|  |                                                                                          |
|  | Cantharellus Adans. ex Fr.                                                               |
|  |                                                                                          |

|  | Rubrini Eyssart. & Buyck.  |
|  |                            |
|  | Cantharellus Adans. ex Fr. |
|  |                            |

|  | Parvocantharellus Eyssart. & Buyck |
|  |                                    |
|  | Cinnabarinus Buyck & V. Hofst.     |
|  |                                    |

|  | Afrocantharellus Eyssart. & Buyck |
|  |                                   |
|  | Magni T. Cao & H.S. Yuan          |
|  |                                   |

### 선정된 종
- C. afrocibarius – 아프리카[7]
- C. altipes – 미국 남동부[8]
- C. amazonensis – 남아메리카
- C. amethysteus – 유럽
- C. anzutake – 일본, 한국
- C. appalachiensis – 북아메리카 동부, 중국[9]
- C. aurantioconspicuus – 브라질[10]
- C. californicus – 오크 샹트렐
- C. cascadensis – 북아메리카의 태평양 북서부
- C. cibarioides – 아프리카[11]
- C. cibarius – 황금 샹트렐, 유럽
- C. chicagoensis - 미국 시카고
- C. cinereus – 재빛 샹트렐
- C. cinnabarinus- 붉은 샹트렐
- C. coccolobae – 카리브해, 바하마, 플로리다
- C. concinnus – 호주 샹트렐
- C. congolensis - 아프리카[5]
- C. eccentricus – 누벨칼레도니[11]
- C. densifolius[5]
- C. elegans
- C. flavus - 미국 중서부 및 남부[12]
- C. floridulus[5]
- C. formosus – 캘리포니아주와 북아메리카의 태평양 북서부
- C. friesii – 오렌지 샹트렐
- C. garnierii[5]
- C. gracilis – 아프리카
- C. guyanensis – 남아메리카
- C. humidicolus – 아프리카
- C. incrassatus – 말레이시아[11]
- C. isabellinus[5]
- C. lateritius – 매끄러운 샹트렐
- C. lewisii – 미국 남동부[8]
- C. lilacinus – 오스트레일리아
- C. luteopunctatus – 아프리카
- C. minor
- C. miomboensis – 아프리카
- C. neocaledonicus – 누벨칼레도니[11]
- C. pallens - 서리가 내린 샹트렐
- C. persicinus – 복숭아 샹트렐
- C. phasmatis - 고스트 샹트렐, 미국 중서부[12]
- C. pleurotoides – 가이아나[13]
- C. pseudocibarius[5]
- C. pseudoformosus – 인도의 개잎갈나무와 함께 발견[14]
- C. protectus – 남아메리카
- C. quercophilus – 미국 남동부[15]
- C. rhodophyllus[5]
- C. roseocanus
- C. ruber[5]
- C. spectaculus - 스펙타큘러 샹트렐, 미국 중서부[12]
- C. subalbidus – 북아메리카 서부
- C. sublaevis – 아프리카[11]
- C. subpruinosus – 유럽
- C. tabernensis – 미국 남동부[16] 및 멕시코[17]
- C. tanzanicus – 아프리카
- C. tenuithrix – 미국 남동부[8]
- C. texensis – 미국 남동부[18]
- C. tomentosus[5]
- C. vaginatus – 중국[9]
- C. zangii – 중국[19]

### 어원
이름은 그리스어 κάνθαρος, 칸타로스('탱커드, 컵')에서 유래한다.

## 분포 및 서식지
꾀꼬리버섯속 종은 아프리카, 유럽, 아시아, 북아메리카, 남아메리카, 오스트레일리아를 포함하여 균근 숙주 식물과 관련하여 전 세계적으로 발견된다.

## 생태
샹트렐은 종에 따라 구과식물 또는 활엽수와 관련이 있다. 캘리포니아주, 텍사스주. 및 멕시코의 참나무속과 함께 자주 발견된다. 스코틀랜드에서는 샹트렐이 은자작나무와 스코틀랜드 소나무가 섞인 숲, 특히 숲에 습하고 이끼가 많은 하층 식생이 풍부할 때 자란다. 파이프에서는 너도밤나무속 아래에서 흔히 발견된다. 이들은 보통 (항상 그런 것은 아니지만) 야생 블루베리와 같은 장소에서 발견된다. 스페인에서는 유럽밤나무와 연관되어 있다. 이들은 7월 말부터 가을까지 풍부하게 발견된다. 워싱턴과 브리티시컬럼비아의 해안 숲에서는 서부 솔송나무 근처의 습하고 이끼가 많은 강기슭 지역에서 자주 발견된다.

## 용도
많은 샹트렐 종은 꾀꼬리버섯과 C. minor의 베타카로틴과 C. cinnabarinus와 C. friesii의 칸타크산틴과 같은 항산화 카로티노이드를 함유하고 있다. 또한 상당한 양의 비타민 D도 함유하고 있다.
그들의 균근적 특성 때문에 이 종은 재배하기가 매우 어렵다.

### 요리

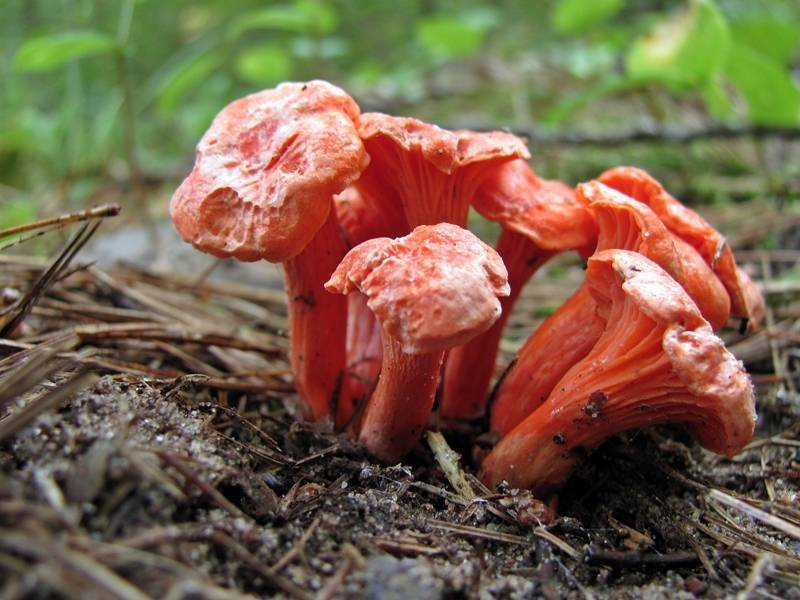
C. cinnabarinus

샹트렐은 일반적으로 달걀, 커리, 닭, 돼지고기, 물고기, 쇠고기, 송아지고기와 잘 어울리며, 피자의 토핑으로 사용되거나, 스튜, 마리네이드, 볶음으로 조리되거나, 속을 채운 크레프의 속재료로 사용될 수 있다. 물론 이것들은 단지 예시일 뿐이며, 샹트렐은 다용도로 대부분의 요리에 재료로 추가될 수 있다.
유럽 요리에서는 샹트렐이 종종 사슴고기와 함께 제공된다. 이 버섯을 준비하는 전통적인 방법은 볶은 다음 달걀 스크램블을 만드는 데 사용하는 것이다.
폴란드 전통에서 샹트렐은 닭고기 위에 얹는 크림 소스를 만드는 데 사용된다.
많은 버섯 애호가들은 버터에 볶은 샹트렐에 소금 한 꼬집, 으깬 신선한 마늘 한 쪽, 그리고 약간의 휘핑크림을 넣는 것을 좋아한다. 이 레시피는 샹트렐의 미묘한 풍미를 다른 향으로 가리지 않고 살려준다고 한다. 이 레시피는 얼려서 보관한 후에도 풍미를 유지하는 추가적인 이점이 있다.
오스트리아 요리의 특징이다.

#### 준비 및 보관

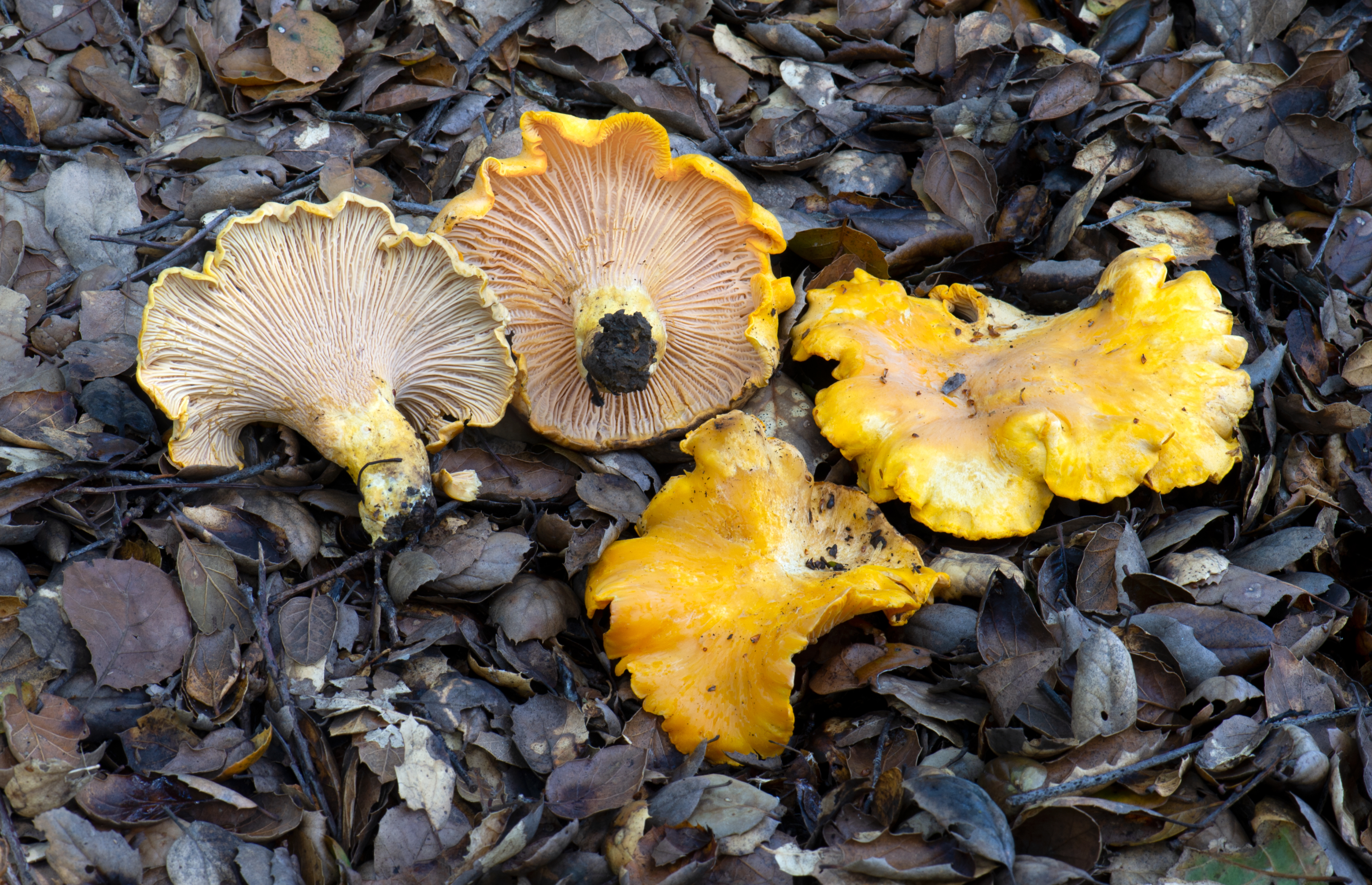
C. 캘리포니쿠스

버섯은 많은 물을 함유하고 있으므로 종종 "건식 볶음" 방식으로 준비된다. 즉, 손질 후 버섯을 썰어 기름이나 버터 없이 센 불에 뚜껑을 덮은 팬에 넣는다. 그러면 버섯이 많은 물을 배출하는데, 이 물은 증발시키거나 따라내어 밑국물로 사용할 수 있다. 많은 사람들이 버터를 사용하여 버섯을 "달콤하게" 요리한다.
샹트렐은 고염수에 피클로 만들 수도 있다. 소금물을 끓인 후 후추, 겨자씨, 백리향과 같은 피클 향신료를 첨가한다. 그런 다음 버섯을 이 용액에 5~10분 동안 익힌 후 액체의 일부와 함께 멸균된 병으로 옮긴다. 얇게 썬 마늘과 딜을 병에 넣어 추가적인 풍미를 더할 수 있다. 남은 액체는 국을 만드는 훌륭한 밑국물이 된다. 이 방법으로 절인 샹트렐은 6개월에서 12개월 동안 보관할 수 있다.
다른 보관 방법은 건조이다. 버섯은 오븐에서 65 °C (150 °F) 이하의 부드러운 열로 건조할 수 있다. 진공 공정은 대량 주문에도 실용적이다. 최종 준비 몇 시간 전에 마른 버섯을 물에 넣어 원래 크기로 거의 돌아올 때까지 흡수시킨다. 그러면 버섯은 신선한 것처럼 사용할 수 있으며, 마른 상태로 무기한 보관할 수 있다.
신선한 샹트렐은 일반적으로 냉장고에 최대 10일까지 보관할 수 있다.